# Alexandre d'Étolie
Alexandre d'Étolie (Ἀλέξανδρος ὁ Αἰτωλός) est un poète et grammairien de la Grèce antique (IIIe siècle av. J.-C.).

## Biographie
Natif de Pleuron en Étolie, il est le fils de Satyros et de Stratoclée et a passé la plus grande partie de sa vie à Alexandrie, où il compte selon le canon alexandrin parmi les sept poètes qui constituent la Pléiade tragique,,,. 
Sa renommée s'établit autour de 280 av. J.-C., sous le règne de Ptolémée II. Il est bibliothécaire à la bibliothèque d'Alexandrie, chargé par Ptolémée de collecter toutes les tragédies et les pièces satyriques existantes. Il passe aussi quelque temps à Pella à la cour d'Antigone II Gonatas avec Antagoras et Aratos de Soles. Loué pour ses tragédies, il n'en demeure pas moins un auteur remarquable pour ses poèmes épiques, ses élégies, ses épigrammes et ses cynaedi. Parmi ses poèmes épiques, les titres et quelques fragments de trois œuvres : Le Pêcheur Kirka ou Krika qui n'est toutefois pas avéré selon Athénée de Naucratis, et Hélène. Quelques fragments subsistent de ses élégies,,,,. Ses cynaedi, ou poèmes ioniques (Ἰωνικὰ ποιήματα), sont mentionnés par Strabon et Athénée de Naucratis. Des vers anapestiques à la louange d'Euripide sont préservés dans Gellius.

### Sources primaires
- Aratos de Soles, Les phénomènes.
- Athénée de Naucratis, Les Deipnosophistes.
- Aulus Gellius, Noctes Atticae.
- Pausanias, Description de la Grèce.
- Strabon, Géographie.
- Jean Tzétzès, Prolégomènes.

### Sources secondaires
- Augustus Meineke, Analecta Alexandrina (1843)
- Bergk, Poetae Lyrici Graeci
- Auguste Couat, La Poésie alexandrine (1882)
- J. U. Powell (éd), Collectanea Alexandrina: reliquiae minores poetarum graecorum aetatis ptolemaicae, 323 - 146 A.C. (1972)
- Enrico Magnelli (éd), Alexandri Aetoli Testimonia et Fragmenta, Studi e Testi 15. (1999)

## Liens
- Strabon, Géographie [détail des éditions] [lire en ligne]
- Aulu-Gelle, Nuits attiques [détail des éditions] (lire en ligne)
- Athénée, Deipnosophistes [détail des éditions] (lire en ligne)
- Pausanias, Description de la Grèce [détail des éditions] [lire en ligne]